# VW Routan

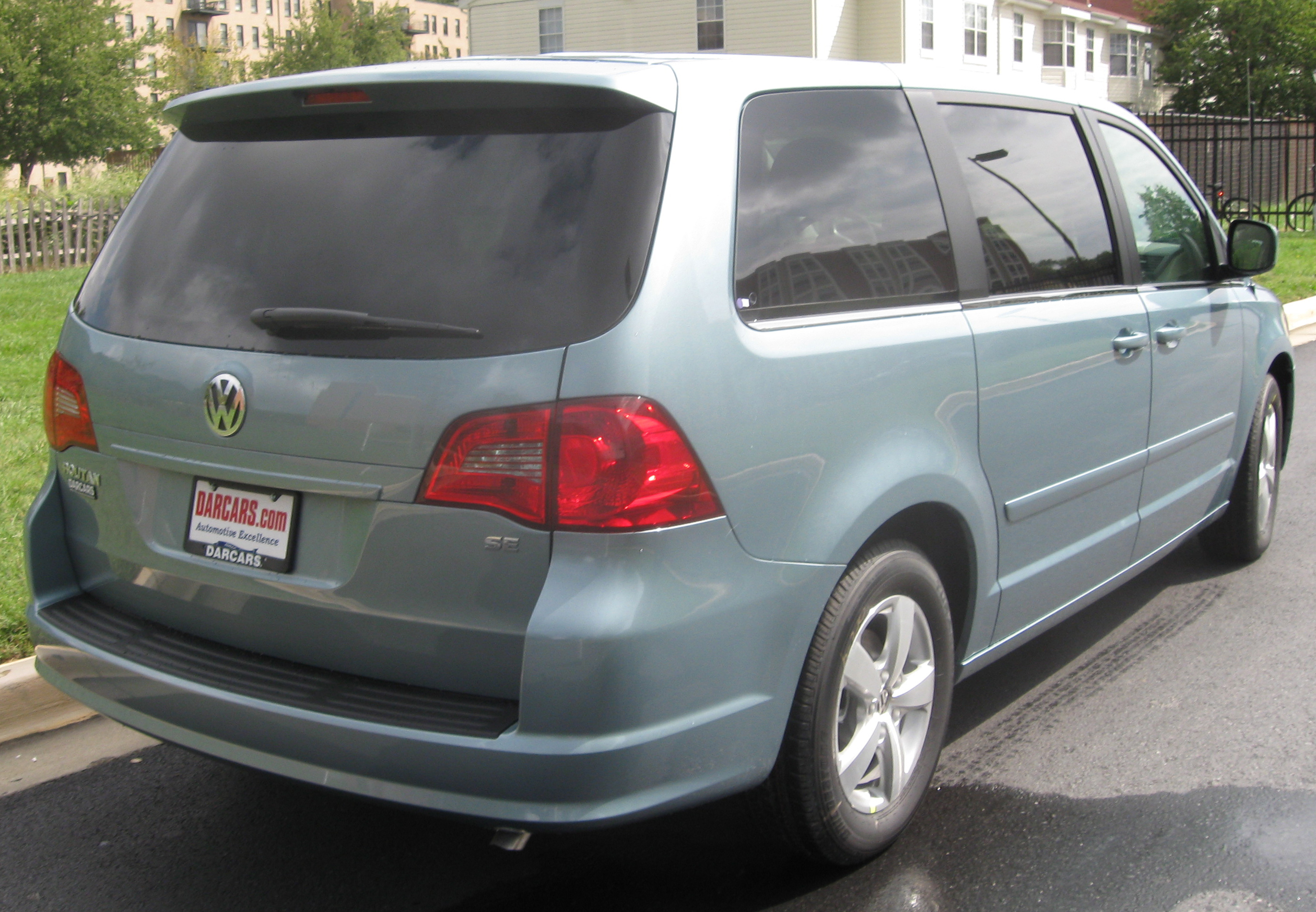
Heckansicht

Der VW Routan ist ein Großraumlimousinen-Modell der Marke Volkswagen. Er wurde seit Frühjahr 2008 nur für den nordamerikanischen Markt im Chrysler-Werk in Windsor in Kanada gefertigt.

## Modellgeschichte
Der Routan wurde mittels Badge-Engineering von der im Frühjahr 2008 eingeführten fünften Generation des Chrysler Voyager abgeleitet. Er war somit größer als der VW Sharan, wurde in den USA jedoch ab 27.000 US-Dollar (etwa 22.000 €) angeboten. Der kleinere Sharan startete in Deutschland hingegen ab 28.725 €.
In den ersten Jahren diente ein 3,8 Liter großer V6-Benzinmotor mit 145 kW (197 PS) als Basismotorisierung. Gegen Aufpreis gab es einen 4.0 Liter großen Motor, der 189 kW (253 PS) leistete. Ab Ende 2010 gab es nur noch eine Motorisierung: einen 3,6 Liter-V6 mit 208 kW (283 PS).
Kritikpunkte am Routan waren u. a. die schlechte Materialqualität im Innenraum und ein Verbrauch von mehr als 12 Litern pro 100 km im amerikanischen Normzyklus.
Aber nicht nur qualitativ, auch kommerziell war der Routan für Volkswagen ein herber Misserfolg. Geplant war eine Jahresproduktion von 45.000 bis 50.000 Stück, tatsächlich wurden in den fünf Jahren von 2008 bis 2013 nur 57.683 Stück hergestellt, also nicht einmal ein Viertel der vorgesehenen Produktion.
Im Laufe des Jahres 2013 endete die Produktion.

## Technische Daten
| Modell                       | 3.8 V6             | 4.0 V6             | 3.6 V6                  |
| Bauzeit                      | 09/2008 – 11/2010  | 09/2008 – 11/2010  | 12/2010 – 12/2013       |
| Ausstattungslinie            | S, SE              | SEL, SEL Premium   | S, SE, SEL, SEL Premium |
| Motorcode                    | CGU                | CGV                | CJR                     |
| Hubraum (cm³)                | 3778               | 3952               | 3604                    |
| Max. Leistung (kW/PS)        | 143/197 bei 5200   | 189/253 bei 6000   | 208/283 bei 6600        |
| Max. Drehmoment (Nm)         | 312 bei 4000       | 350 bei 4100       | 344 bei 4400            |
| Getriebe (Serienmäßig)       | 6-Stufen-Automatik | 6-Stufen-Automatik | 6-Stufen-Automatik      |
| Höchstgeschwindigkeit (km/h) | 193                | 205                | 209                     |
| Beschleunigung (0–100 km/h)  | 10,2 s             | 8,9 s              | 8,6 s                   |
| Kohlenstoffdioxid-Emissionen | 308 g/km           | 277 g/km           | 252 g/km                |
| Tankinhalt                   | 76                 | 76                 | 76                      |